# Regiony v Maďarsku

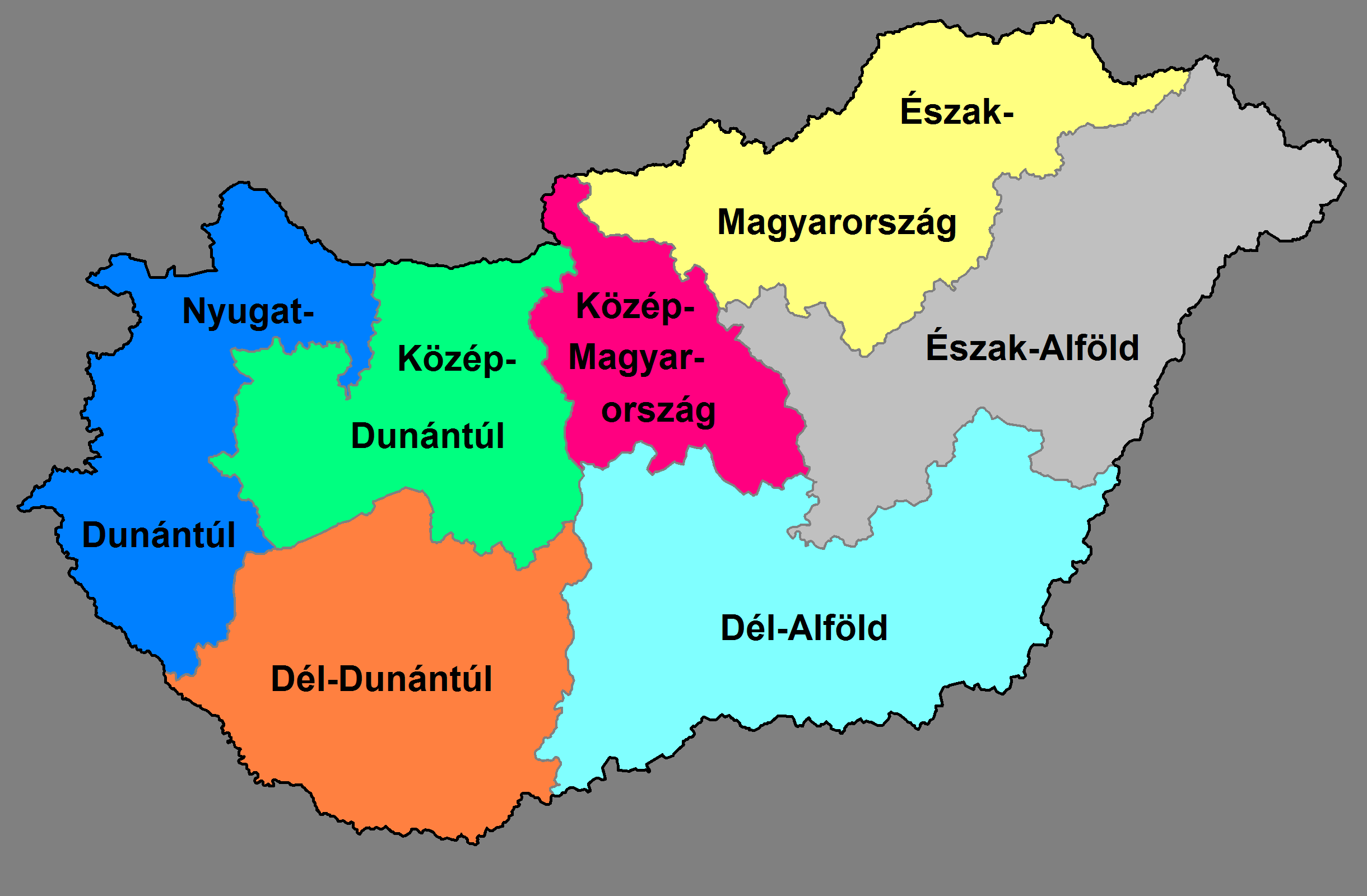
Maďarské regiony

Maďarsko je podle statistického dělení NUTS:HU rozděleno na sedm regionů. Toto rozdělení vzniklo v roce 1999 a v budoucnu by mělo nahradit současné župní rozdělení, tento plán však nemá v Maďarsku velkou podporu.

## Tabulka
| Název regionu      | Český překlad     | Rozloha | Počet obyvatel | Župy                                                      | Města s župním právem                                |
| ------------------ | ----------------- | ------- | -------------- | --------------------------------------------------------- | ---------------------------------------------------- |
| Észak-Magyarország | Severní Maďarsko  | 13 428  | 1 236 690      | Borsod-Abaúj-Zemplén, Heves, Nógrád                       | Miskolc, Eger, Salgótarján                           |
| Észak-Alföld       | Severní Dolná zem | 17 749  | 1 514 020      | Hajdú-Bihar, Jász-Nagykun-Szolnok, Szabolcs-Szatmár-Bereg | Debrecín, Szolnok, Nyíregyháza                       |
| Dél-Alföld         | Jižní dolná zem   | 18 339  | 1 334 506      | Bács-Kiskun, Békés, Csongrád-Csanád                       | Kecskemét, Békéscsaba, Szeged, Hódmezővásárhely      |
| Közép-Magyarország | Střední Maďarsko  | 6 919   | 2 897 317      | Pest, Budapešť                                            | Érd                                                  |
| Közép-Dunántúl     | Střední Zadunají  | 11 237  | 1 104 841      | Komárom-Esztergom, Fejér, Veszprém                        | Tatabánya, Székesfehérvár, Dunaújváros, Veszprém     |
| Nyugat-Dunántúl    | Západní Zadunají  | 11 209  | 997 939        | Győr-Moson-Sopron, Vas, Zala                              | Győr, Sopron, Szombathely, Zalaegerszeg, Nagykanizsa |
| Dél-Dunántúl       | Jižní Zadunají    | 14 169  | 960 088        | Baranya, Somogy, Tolna                                    | Pécs, Kaposvár, Szekszárd                            |